# Рас-эль-Айн
Рас-эль-Айн (араб. راس العين‎) также Серекание (курд. Serêkaniyê) или Решайна (сир. ܪܝܫ ܥܝܢܐ, Реш Айна) — город на северо-востоке Сирии, расположенный на территории мухафазы Хасеке. Административный центр одноимённого района. Родина Сергия Решайнского (ум. 536), видного учёного-мыслителя, медика и переводчика.

## Описание
Город находится в северо-западной части мухафазы, в непосредственной близости от границы с Турцией, к востоку от города Джейланпынар, на расстоянии приблизительно 67 км к северо-западу от города Эль-Хасака, административного центра провинции и на расстоянии 500 км к северо-востоку от Дамаска, столицы страны. Абсолютная высота — 351 м над уровнем моря.
В период Геноцида армян здесь располагался Рас-эль-Айнский концентрационный лагерь где были убиты 80 тысяч армян.

## Демография
По данным переписи 2004 года численность населения города составляла 29 347 человек.
Динамика численности населения города по годам:
| 1981   | 2004   |
| ------ | ------ |
| 14 278 | 29 347 |

## Гражданская война в Сирии

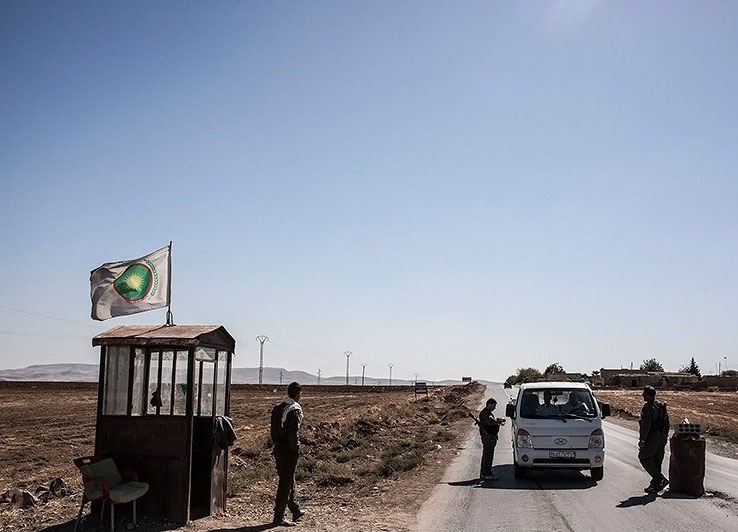
Блокпост YPG под флагом Высшего курдского совета (DBK) в окрестностях Рас-эль-Айна

В ходе Гражданской войны в Сирии, город, населённый преимущественно арабами и курдами, стал ареной боевых действий в ноябре 2012 года. Первая фаза боёв в этом районе завершилась лишь летом 2013 года.
За контроль над городом сражались в основном курдские отряды самообороны YPG и альянс антиправительственных вооружённых отрядов (включая джихадистов Фронта ан-Нусра (Джебхат ан-Нусра) и боевиков умеренной Свободной сирийской армии).
До осени 2012 года в городе оставался гарнизон правительственных войск, хотя некоторые кварталы находились под контролем курдской партии Демократический союз (PYD) и её боевого крыла — курдских отрядов самообороны YPG.
В ноябре-декабре, в ходе масштабного наступления умеренной оппозиции и джихадистов (ССА и «ан-Нусра») на правительственные войска, курды предпочитали оставаться в стороне, рассматривая обе воюющие стороны как своих противников. Спасаясь от боевых действий, около 8 тыс. жителей города бежали на турецкую сторону границы. Воспользовавшись тем, что основные силы противника были задействованы в вооружённом конфликте, курдские отряды расширяли зону своего влияния в окрестностях города. 10 ноября курдская милиция при поддержке местного курдского населения взяла штурмом последние правительственные укреплённые пункты в городах аль-Дарбасия и Телль-Тамер, 13 ноября выбила правительственные подразделения из города аль-Маликия. 15 ноября ССА и «ан-Нусра» заявили о переходе в их руки города Рас-эль-Айн. Остатки правительственного гарнизона были убиты или взяты в плен.
Исламисты, вошедшие в город, сразу же стали наводить свои порядки и нападать на местное курдское население, требовавшее вывода боевиков из города. Пулей снайпера был убит региональный руководитель «Демократического союза» Абед Халиль. Курдский национальный совет и представители командования ССА выступили с заявлениями по поводу действий экстремистов, ведущих к обострению арабо-курдских отношений.

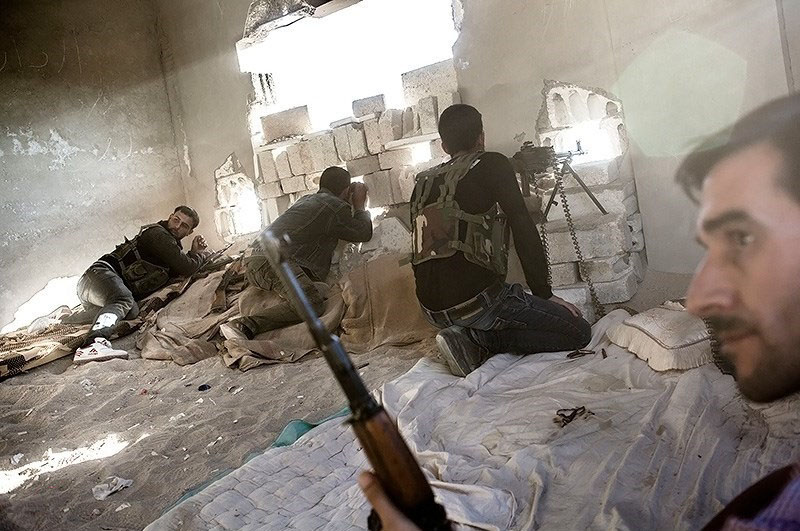
Курдские отряды в бою с отрядами Фронта ан-Нусра

Для противодействия боевикам в город были направлены дополнительные курдские отряды. Тем временем ССА, поддерживаемая Турцией, обвинила «Демократический союз» в связях с Рабочей партией Курдистана (PKK), действующей на территории Турции. Попытки заключить устойчивое перемирие и объединить усилия против правительственных войск не увенчались успехом.
Город фактически оказался разделён на зоны влияния.

Линия фронта между курдскими отрядами и джихадистами в Рас-эль-Айне, январь-июль 2013 года

В течение следующих месяцев время от времени между курдскими отрядами и антиправительственной сирийской оппозицией вспыхивали бои, которые постепенно привели к расширению зоны, контролируемой курдами, как в самом городе, так и в его окрестностях. В 2013 году исламисты и джихадисты превратились в доминирующую группировку оппозиции, что привело к обострению отношений между оппозицией и отрядами YPG, придерживающимися светской ориентации. В июле 2013 года произошло очередное обострение конфликта, в результате которого курдские отряды совместно с проправительственным ополчением (Abu Jabal Brigade) окончательно выбили отряды оппозиции из Рас-эль-Айна, после чего продолжили наступление и сформировали вокруг города кольцо обороны. К 20 июля 2013 года курдские отряды окончательно закрепились в городе и окрестностях.
<…>
12 октября 2019 года Вооруженные силы Турции при поддержке Свободной сирийской армии на четвёртый день операции «Источник мира» установили контроль над городом Рас-эль-Айн. В октябре 2019 года курдские вооруженные формирования расстреляли в городе 35 человек за отказ воевать против Турции.

## Известные уроженцы
- Джван Йосеф